# Северная вулканическая зона

Карта крупнейших вулканов в Колумбии

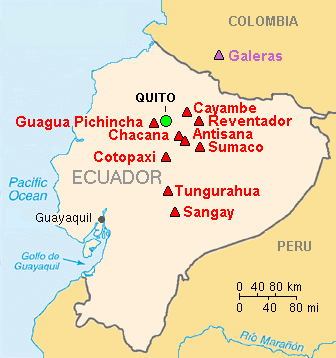
Карта крупнейших вулканов в Эквадоре

 Северная вулканическая зона  (англ. Northern Volcanic Zone) — вулканическая дуга на северо-западе Южной Америки, одна из четырёх вулканических зон Андского вулканического пояса. Северная вулканическая зона протянулась на территории Колумбии и Эквадора, содержит все материковые вулканы этих стран. Эта вулканическая дуга сформировалась субдукцией плиты Наска, движущейся под Южно-Американской плитой.

## Крупнейшие вулканы
- Антисана
- Каямбе
- Котопахи
- Ильиниса
- Невадо-дель-Уила
- Пичинча
- Ревентадор
- Невадо-дель-Руис
- Сангай
- Невадо-дель-Толима
- Тунгурауа